# All Light, Everywhere
All Light, Everywhere ist ein Film von Theo Anthony, der Ende Januar 2021 beim Sundance Film Festival seine Premiere feierte. In dem dokumentarischen Film geht es darum, was wir sehen, wie wir sehen und wie oft uns unsere Augen täuschen und damit der Frage der subjektiven Wahrnehmung und Fehlbarkeit, sowohl in menschlicher als auch in technischer Hinsicht.

## Inhalt

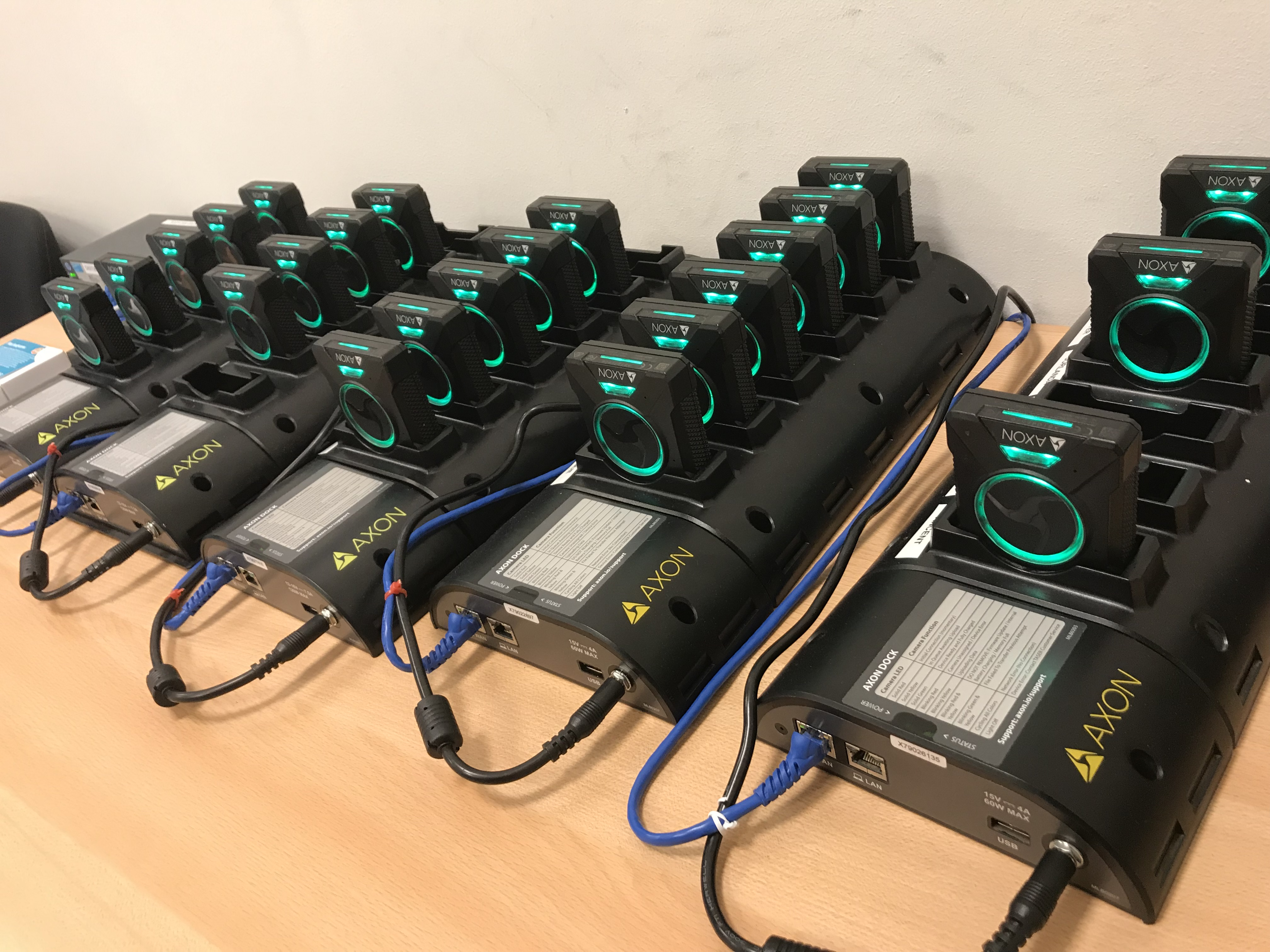
Body-Cams von Axon, wie sie in den USA in der modernen Polizeiarbeit zum Einsatz kommen

Der Film zeigt verschiedene Orte in den USA und beginnt in Scottsdale, Arizona, wo sich der Hauptsitz von Axon Enterprise, vormals bekannt als Taser, befindet. Das Unternehmen hat sowohl den Taser als auch die Polizeikamera erfunden. In einem Konferenzraum der Polizei von Baltimore nimmt später eine Gruppe von Beamten an einem Seminar über die neuen Axon-Bodycams teil. Unterdessen versucht Ross McNutt, der Gründer von Persistent Surveillance Systems, in einer Sitzung des Baltimore Community Board sein Luftüberwachungssystem an die Stadt zu verkaufen, das sie bei der Kriminalitätsbekämpfung einsetzen soll und „Google Earth“-ähnliche Bilder live aufzeichnen kann.
Schließlich erzählt der Regisseur von dem blinden Fleck im menschlichen Sehen, aber auch von kulturellen und anderen blinden Flecken in der US-amerikanischen Gesellschaft. So betont der Film, dass die Polizeikameras nur Dinge zeigen können, die dem Beamten widerfahren, nicht unbedingt Dinge, die der Beamte anderen Menschen antut. Sie können entscheiden, wann eine Datei gespeichert wird, um sie als Beweismittel zu verwenden. Auch das Gerät zur Luftüberwachung hat einen blinden Fleck. So kann der Verstand, der eng mit unserem Sehen zusammenarbeitet, möglicherweise getrogen und eine subjektive Sichtweise manipuliert werden.

## Produktion
Regie führte Theo Anthony. Der US-Amerikaner, der auch als Filmeditor und Kameramann arbeitet, lebt in Baltimore, Maryland. Bekanntheit erlangte er vor allem für seinen Dokumentarfilm Rat Film aus dem Jahr 2016. Anthony lässt sich bei seiner Arbeit regelmäßig von den experimentellen Ansätzen von Regisseuren wie Harun Farocki und Chris Marker inspirieren. Im Jahr 2015 wurde Anthony von der Filmzeitschrift Filmmaker  zu einem der „25 New Faces of Independent Film“ bestimmt.
Das Voice Over stammt von Keaver Brenai. Die elektronische Filmmusik steuerte Dan Deacon bei. Das Soundtrack-Album mit 13 Musikstücken wurde am 19. November 2021 von Milan Records als Download veröffentlicht.
Eine erste Vorstellung erfolgte am 31. Januar 2021 beim Sundance Film Festival. Ende April, Anfang Mai 2021 wurde er im Rahmen der Reihe New Directors / New Films gezeigt, einem gemeinsamen Filmfestival des New Yorker Museum of Modern Art und der Film Society of Lincoln Center. Zur gleichen Zeit wurde er beim Hot Docs Canadian International Documentary Festival vorgestellt. Ende Oktober 2021 wurde er im Rahmen der Viennale gezeigt.
All Light, Everywhere wurde von den Machern für eine Oscar-Nominierung in der Kategorie Best Documentary Feature eingereicht.

## Rezeption

### Kritiken
Der Film konnte bislang 94 Prozent aller Kritiker bei Rotten Tomatoes überzeugen und erhielt hierbei eine durchschnittliche Bewertung von 7,8 der möglichen 10 Punkte.  Auf Metacritic erhielt der Film einen Metascore von 76 von 100 möglichen Punkten.

### Auszeichnungen
Docaviv – The Tel Aviv International Documentary Film Festival 2021
- Nominierung im Wettbewerb „Depth of Field“[12]

Sundance Film Festival 2021
- Auszeichnung mit dem U.S. Documentary Special Jury Award for Innovation in Non-fiction Storytelling

Zurich Film Festival 2021
- Auszeichnung mit dem Science Film Award